# کریم‌آباد (ایرانشهر، یک)
کریم‌آباد روستایی در دهستان حومه بخش مرکزی شهرستان ایرانشهر استان سیستان و بلوچستان ایران است.

## جمعیت
بر پایه سرشماری عمومی نفوس و مسکن در سال ۱۳۹۵ جمعیت این روستا ۸۵۴ نفر (۱۹۷خانوار) بوده‌است.